# Samsung Galaxy Tab Pro 12.2
Samsung Galaxy Tab Pro 12.2 представляет собой планшетный компьютер с диагональю экрана 12,2 дюйма, работающий на операционной системе Android и производимый компанией Samsung Electronics. Этот планшет является частью нового поколения серий Samsung Galaxy Tab и Pro, к которому также относятся 8,4-дюймовая модель Galaxy Tab Pro 8.4, 10,1-дюймовая модель Galaxy Tab Pro 10.1 и еще одна 12,2-дюймовая версия Galaxy Note Pro 12.2. Анонс устройства состоялся 6 января 2014 года, и его запуск состоялся 9 марта 2014 года с начальной ценой в 649 долларов США. С тех пор этот планшет больше не поддерживается обновлениями Android и большинством актуальных приложений.

## История разработки
Galaxy Tab Pro 12.2 был представлен миру 6 января 2014 года, когда он был показан наряду с другими моделями, такими как Galaxy Note Pro 12.2, Galaxy Tab Pro 10.1 и Galaxy Tab Pro 8.4, на выставке бытовой электроники CES 2014, проходившей в Лас-Вегасе.

## Характеристики и функции
На момент своего выпуска Galaxy Tab Pro 12.2 работал под управлением операционной системы Android версии 4.4.2 KitKat. Samsung адаптировала интерфейс устройства с помощью своего пользовательского ПО TouchWiz UX. В дополнение к стандартному набору приложений от Google, пользователи получают доступ к ряду эксклюзивных приложений от Samsung, таких как ChatON, S Suggest, S Voice, Smart Remote (Peel) и All Share Play.
Galaxy Tab Pro 12.2 предлагается в двух вариантах подключения: только Wi-Fi и 4G/LTE. Объем встроенной памяти варьируется от 32 ГБ до 64 ГБ в зависимости от модели, а также имеется слот для карт microSDXC, что позволяет расширять память устройства. Планшет оснащен 12,2-дюймовым TFT-экраном с разрешением WQXGA 2560x1600 пикселей. Кроме того, в нем предусмотрены 2-мегапиксельная фронтальная камера и 8-мегапиксельная основная камера, способная записывать видео в качестве HD.